# Fishonia
Fishonia är ett släkte av skalbaggar. Fishonia ingår i familjen vivlar.
Kladogram enligt Catalogue of Life:
| Fishonia | \| \| Fishonia brevinasus \| \| \| \| |
|          | \| \| Fishonia brevinasus \| \| \| \| |
|          | Fishonia brevinasus                   |
|          |                                       |